# Dansk Almennyttigt Boligselskab
 Der er for få eller ingen kildehenvisninger i denne artikel, hvilket er et problem. Du kan hjælpe ved at angive troværdige kilder til de påstande, som fremføres i artiklen.

DAB (Dansk Almennyttigt Boligselskab) er et dansk boligsleskab, der blev stiftet den 11. september 1942. DAB havde som formål at arbejde for et samfundsmæssigt ønske om at fremme det sociale boligbyggeri og parcel- og rækkehusbyggeri, samt at udøve rådgivende virksomhed på bygge- og boligområdet. DAB var fra starten en tværpolitisk organisation, der er uafhængig af bestemte politiske partier og organisationer.[kilde mangler] DAB blev etableret som et aktieselskab med en aktiekapital på 200.000 kr.,[kilde mangler] der var tegnet af en række danske borgere. DAB er i dag omdannet til et garantiselskab med en garantikapital på ca. 7 mio. kr.,[kilde mangler] der næsten fuldt ud er ejet af de administrerede selskaber.
DAB’s bærende idé var, at opførelse og drift af almennyttigt byggeri skulle ske til familier via lokale selskaber og med størst mulig lokal indflydelse. Siden stiftelsen har DAB stiftet eller medvirket til stiftelsen af mere end 45 almene boligorganisationer[kilde mangler] med vægten lagt på Hovedstadsområdet, Vestjylland, Sjælland og Lolland-Falster.
DAB har således medvirket som forretningsfører for opførelsen af ca. 50.000 boliger, samt en række erhvervslejemål og institutionsejendomme. DAB administrerer i dag ca. 48.000 boliger,[kilde mangler] hvoraf langt størstedelen er almene boliger, men i de senere år har DAB udvidet sit forretningsområde til også at omfatte administration af kommunale boliger, ældreboliger og plejecentre, og DAB administrerer i dag mere end 5.000 kommunale boliger i 19 kommuner.[kilde mangler]
DAB blev den 1. juni 2025 sammenlagt med Lejerbo og fik navnet DAB-Lejerbo.